# Калалу
Калалу ([kæləˈluː]; багато варіантів написання, наприклад kallaloo, calaloo, calalloo, calaloux або callalloo) — це рослина, яка використовується в популярних стравах у багатьох країнах Карибського басейну, тоді як для інших країн Карибського басейну рагу з цієї рослини називається калалу. Кухні, включаючи рослину калалу або страви під назвою калалу, відрізняються в Карибському басейні. Такі країни, як Ямайка та Беліз, називають місцевий зелений листовий овоч, карибський амарант, як калалу. У таких країнах, як Тринідад і Тобаго чи Гренада, саму страву називають калалу, і використовують листя таро (відоме під багатьма місцевими назвами, такими як «кущ дашина», «кущ каллалу» або «кущ») або листя ксантосоми (відоме як багато назв, включаючи кокоям і танія).
Оскільки листовий овоч, який використовується в деяких регіонах, відрізняється, може виникнути певна плутанина між овочами та самою стравою. Це, як і багато інших карибських страв, є залишком західноафриканської кухні та кухні таїно.
Етимологію слова callaloo можна простежити до карибського Patois, з впливом африканського слова kalúlu.

## Варіації приготування
Тринбагонці, гренадці та домініканці в основному використовують кущ таро/дашин для калалу, хоча домініканці також використовують водяний шпинат. Жителі Ямайки, Белізу, Сент-Люсії та Гаяни, з іншого боку, використовують назву калалу для позначення місцевої варіації амаранту та використовують його в багатьох стравах, а також у напоях («сік калалу»). «Калалу», приготовлений на Ямайці, відрізняється від «калалу», приготовленого в Тринідаді і Тобаго, Гренаді та решті Карибського басейну, з точки зору основного інгредієнта (використаного листя) та інших включених інгредієнтів.
Жителі Ямайки зазвичай готують лист калалу на пару з часником, морквою, місцевими порошкоподібними приправами, помідорами, сіллю, шотландським перцем, цибулею, зеленою цибулею, чебрецем, солодким перцем, перцем, з або без солоної риби чи іншого м'яса, і навіть у рисі чи їх знамениті пиріжки. Однак жителі Тринідаду та Сент-Люсії використовують кущ дашину, бамію, кокосове молоко, гарбуз, цибулю, болгарський перець, місцеві приправи та спеції разом із крабами чи кісками. «Калалу» в Тринідаді зустрічається як різноманітні страви, включаючи суп з калалу або «олійний пух». Калалу — одна з національних страв Тринідаду і Тобаго та Домініки.

## Рослинні джерела калалу

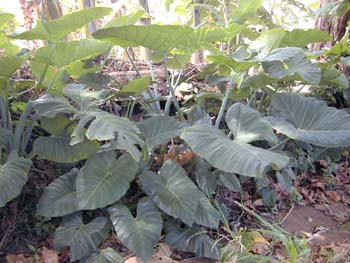
Ксантосома

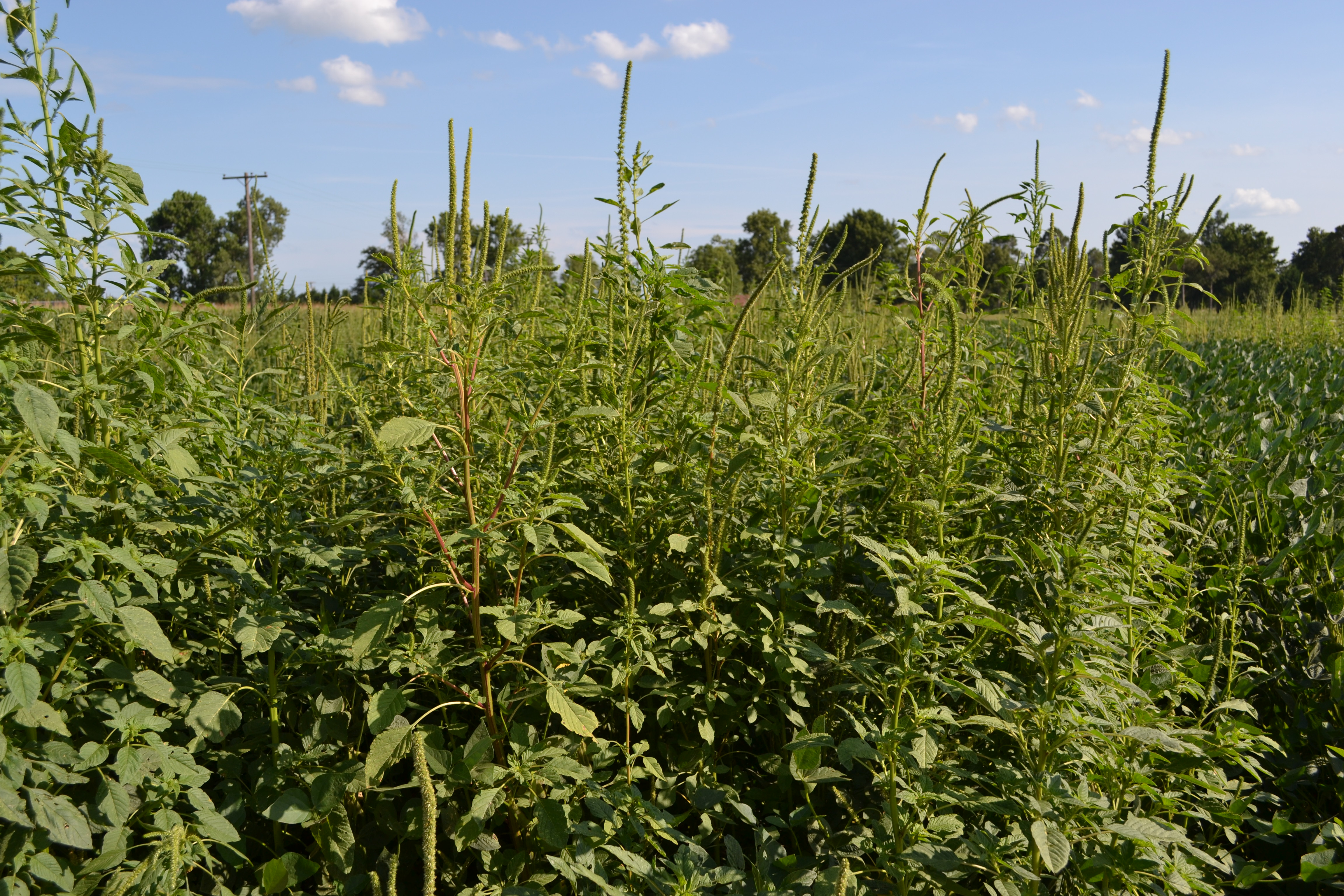
Амарант

- Таро, також званий dasheen у Вест-Індії, листя цього коренеплоду використовуються в тринідадській версії страви[8]
- Танія або маланга (Xanthosoma) також називається калалу або «яутія» в Пуерто-Рико[9]
- Види амаранту включають Amaranthus spinosus, що використовується у Вест-Індії; Amaranthus flavus — жовтий сорт, який використовується в Бразилії і відомий як каруру; Amaranthus viridis на Ямайці; Амарантус триколірний на Карибах[10]
- Види наперстянки, Phytolacca octandra або «наперстянка західноіндійська» (не має відношення до наперстянки садової, рід Digitalis)[11]
- Пасльонові види, Solanum americanum
- водяний шпинат (Ipomoea aquatica; форма іпомеї)

## Рецепти калалу

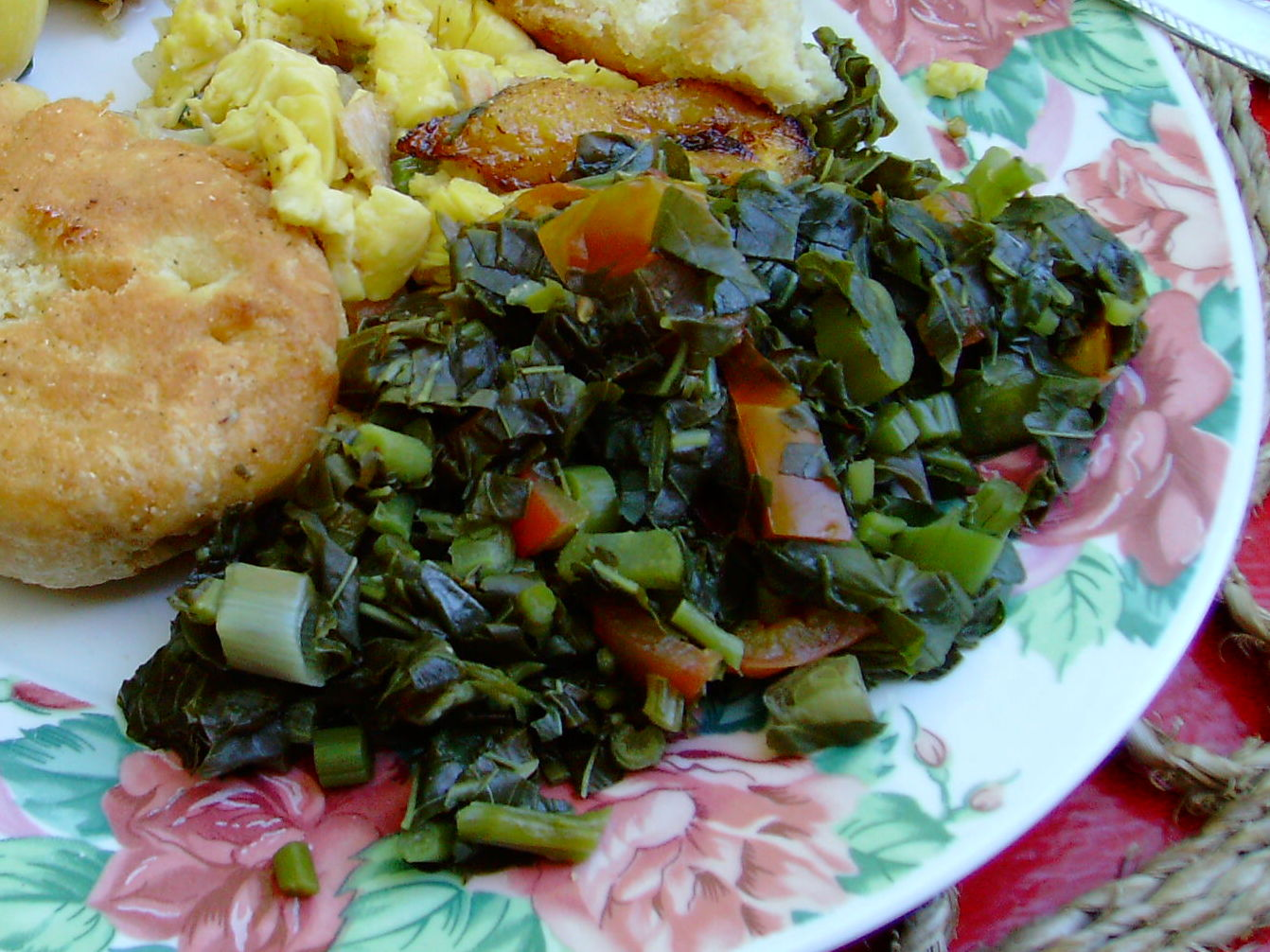
Ямайський сніданок, включаючи калалу (внизу праворуч)

Калалу в Тринідаді і Тобаго та інших країнах Східного Карибського басейну зазвичай готують із бамії та дашину або водяного шпинату Ipomoea aquatica. Існує багато варіацій калалу, які можуть включати кокосове молоко, крабів, молюски, карибських омарів, м'ясо, гарбуз, перець чилі та інші приправи, наприклад нарізану цибулю та часник. Інгредієнти додають і варять на повільному вогні до консистенції, схожої на рагу. Після готовності калалу має темно-зелений колір і подається як гарнір, який можна використовувати як соус до інших страв.
Калалу широко відомий у всьому Карибському басейні та має виразне карибське походження, в якому використовуються місцеві рослини (Xanthosoma) та модифіковані з африканським впливом, такі як бамія. (Див. соус палавер для західноафриканської страви.) Жителі Тринідаду перейняли цю страву від своїх предків і з часом додавали такі інгредієнти, як кокосове молоко, щоб змінити її смак. Калалу в основному подається як гарнір; для тринідадців, баджанців і гренадців він зазвичай супроводжує рис, макаронний пиріг і м'ясо на вибір. У Гаяні його готують різними способами без бамії.
На Ямайці калалу часто поєднують із солоною рибою чи іншим м'ясом і зазвичай приправляють часником, морквою, місцевою порошковою приправою, помідорами, сіллю, шотландським перцем, цибулею, цибулею, чебрецем, солодким перцем, перцем і готують на пару. Його часто їдять як гарнір до повного обіду, або як сніданок чи вечерю зі смаженим хлібним деревом, відвареними зеленими бананами та пельменями або хлібом. Це популярна та універсальна страва, яку навіть додають до ямайських котлет, які називаються овочевими/овочевими/ваганськими котлетами, до приправленого рису, а також до оладок.
У Гренаді калалу готують на пару з часником, цибулею та кокосовим молоком і часто їдять як гарнір. Гренадці також перемішують або змішують суміш, доки вона не матиме гладку однорідну текстуру. Традиційно по суботах їдять суп калалу, що складається з калалу, бамії (за бажанням), пельменів, меленої їжі, наприклад батату, картоплі (солодкої та «ірландської») курки та яловичини. Це також один із найважливіших інгредієнтів олійного пуху, національної страви острова, що складається з хлібних плодів, приготованих на пару, калалу, пельменів, фаршу, моркви та кількох видів м'яса — солоної риби, курки та свинини. Все це готується на пару в кокосовому молоці і порошку шафрану.
На Віргінських островах калалу подають із стравою з фунгі на гарнір.
У Гваделупі calalou au crabe (крабовий калалу) — традиційна великодня страва.
У Сент-Люсії краб калалу також популярний, особливо як частина святкування креольського дня країни.
На Мартиніці та Гваделупі також є різноманітні страви, які подають із креольським рисом і салатом із солоної тріски.
Подібним варіантом є рецепт під назвою леїнг, популярний на Філіппінах, переважно в регіоні Бікол.